# 방석준
방석준(1962년 ~ )은 대한민국의 KBS대전방송총국 기자이다. 현재 보도국 국장이다.

## 경력
- KBS충주방송국 사회부 기자
- KBS충주방송국 지역사회부 기자
- KBS대전방송총국 보도국 국장
- KBS대전방송총국 사회부 기자
- KBS대전방송총국 지역사회부 기자
- KBS대전방송총국 경제과학팀 기자
- KBS대전방송총국 문화복지부 기자

## 방송진행
- KBS 대전 1TV - KBS 뉴스 9 대전 (1999년 ~ 2005년 4월 29일, 2009년 7월 22일)
- KBS 대전 제1라디오 - KBS대전 생생뉴스